# Saint-Théophile
| Saint-Théophile               |                          |
| St-Theophile.jpg              |                          |
| Coordenadas: 45º56'N, 70º29'W |                          |
| Província                     | Quebec                   |
| Região administrativa         | Chaudière-Appalaches     |
| Incorporado em                | 28 de Junho de 1975      |
| Prefeito                      | Roland Boucher           |
| Código postal                 | 29005                    |
|                               |                          |
| Área                          |                          |
| - Cidade                      | 429,6 km², 171,8 mi²     |
| Fuso horário                  | UTC -5                   |
| População (2006)              |                          |
| - Cidade                      | 784                      |
| - Densidade                   | 1,8 hab/km², 4,5 hab/mi² |

Saint-Théophile é um município canadense do Conselho Municipal Regional de Beauce-Sartigan em Quebec, localizado na região administrativa de Chaudière-Appalaches, é denominado em honra do Padre Théophile Montminy.